# فرماندهی آماد و پشتیبانی جنوب‌غرب نزاجا
فرماندهی آماد و پشتیبانی جنوب‌غرب نزاجا یا فرماندهی آماد و پشتیبانی منطقه ۶ نزاجا یگانی است که لجستیک نظامی همه یگان‌های نیروی زمینی ارتش ایران را در استان‌های جنوب‌غرب کشور به عهده دارد. تأمین مواد غذایی (برنج، آرد، قند، چای و …) و وسایل شخصی (شامل پوشاک، وسایل بهداشتی)، کلیه ساز و برگ نظامی انفرادی و آماده‌سازی و پشتیبانی تجهیزات مهندسی رزمی و تعمیر و تجهیز خودروهای نظامی، گردان ترابری یکی از مهم ترین گردان های آن برای جابجایی نیرو ، مهمات و ادوات نظامی بوده ،پشتیبانی جنگ‌افزار و مهمات در منطقه ششم آمادی نیروی زمینی ارتش وظیفه این فرماندهی است.
همه آمادگاه‌ها و زاغه‌های مهمات نیروی زمینی ارتش در استان‌های جنوب‌غرب زیر نظر این فرماندهی اداره می‌شوند. ستاد فرماندهی این یگان در شهر دزفول قرار دارد.